# Félix Picon
Philippe Félix Émile Picon (Constantina, Algèria francesa, 4 d'octubre de 1874 - segle xx) va ser un regatista francès que va competir a començament del segle xx.
Va prendre part en els Jocs Olímpics d'Estiu de 1920 d'Anvers, on va guanyar la medalla de plata va prendre part els 6,5 metres (1919 rating) del programa de vela, a bord del Rose Pompon. Compartia tripulació amb Albert Weil i Robert Monier.